# Rondibilis robusta
Rondibilis robusta es una especie de escarabajo longicornio del género Rondibilis, tribu Acanthocinini, subfamilia Lamiinae. Fue descrita científicamente por Pic en 1925.

## Descripción
Mide 11 milímetros de longitud.

## Distribución
Se distribuye por Vietnam.